# Arnall Patz
Arnall Patz (14 de junio de 1920 – 11 de marzo de 2010) fue un médico y profesor de investigaciones estadounidense en la Universidad Johns Hopkins. A principios de los 1950, Patz descubrió que la oxigenoterapia fue la causa de la epidemia de ceguera en a eso de 10.000 bebes prematuros. Después de su descubrimiento, había una reducción de 60 por ciento en la tasa de ceguera infantil en los Estados Unidos. También realizó investigaciones pioneras sobre el uso de laseres en el tratamiento de desórdenes retinianos. Recibió el Premio Lasker en 1956 por sus investigaciones sobre las causas y la prevención de ceguera y la Medalla Presidencial de la Libertad en 2004 por su vida de obra en la oftalmología.

## Biografía
Patz nació Elberton, Georgia de la única familia judía en la ciudad.  Asistió a la Universidad Emory en Atlanta y recibió un bachillerato y su título médico allí.
Después de graduarse de la Escuela de Medicina de la Universidad Emory en 1945, Patz se alistó en el Ejército de los Estados Unidos y sirvió en el Centro Médico del Ejército Walter Reed.  Después de salir de las fuerzas armadas, Patz empezó una residencia en la oftalmología en el Hospital Municipal Gallinger en Washington D. C.
Mientras en Gallinger, Patz observó más de 20 bebes quienes habían contraído fibroplasia retrolenticular severa después de recibir oxigenoterapia continua.  Una epidemia de ceguera en 10.000 bebes en los 1940 y los 1950 fue uno "de los misterios médicos más grandes de la posguerra."  Patz formuló una hipótesis que había una correlación entre la alta tasa de ceguera y el uso de puro oxígeno para tratar a bebes prematuros, el que era una práctica habitual.
Patz propuso un estudo clínico para corroborar su hipótesis, pero los National Institutes of Health se negaron a financiar el estudio por razones éticas."  Incapaz de recibir un subsidio, Patz pidió dinero prestado para conducir un estudio clínico en Gallinger a principios de los 1950.  En el estudio, algunos bebes recibieron oxígeno concentrado, y otros recibieron oxígeno concentrado sólo si presentaban signos de dificultad respiratoria. El estudio confirmó su sospecha cuando 12 bebes que usaban oxígeno concentrado quedaron ciegos, mientras que sólo uno de los bebes que usaban oxígeno normal quedó ciego.  Estudio adicional afirmó que niveles elevados de oxígeno causan crecimiento anormal de vasos sanguíneos en el ojo, dañando permanentemente la retina.  Debido a los hallazgos de Patz, se limitó el uso de oxigenoterapia de dosis alta, y había una reducción de 60 por ciento en la tasa de ceguera infantil en los Estados Unidos.
En 1955, Patz aceptó una posición a tiempo parcial en la facultad de la Universidad Johns Hopkins, y se convirtió en un profesor de investigaciones a tiempo completo en 1970.  Sirvió como director del  Instituto de Ojos Wilmer en Johns Hopkins desde 1979 hasta 1989.  También fue un fundador del Centro Vascular Retiniana Johns Hopkins. A finales de los 1960, Patz también condujo investigaciones pioneras sobre el uso de laseres y colaboró con el Laboratorio de Física Aplicada Johns Hopkins en el desarrollamiento de uno de los primeros laseres de argón usados en el tratamiento de desórdenes retinianos.  Patz también construyó una torre de radio en su casa, de la que anunciaba cuando se necesitaba córneas para trasplante.
Patz también sirvió como presidente de la Academia Estadounidense de Oftalmología y escribió más de 250 publicaciones científicas y cuatro libros de texto.
Patz se murió de enfermedad del corazón a la edad de 89 en su casa en Pikesville, Maryland.

### Premios
En 1956, Patz y V. Everett Kinsey recibieron el Premio Albert Lasker por Investigación Médica Clínica por sus trabajos en un estudio que confirmó los hallazgos de Patz sobre la ceguera infantil, Helen Keller les presentó el premio.
El presidente George W. Bush otorgó a Patz la Medalla Presidencial de la Libertad en 2004 "por sus contribuciones de por vida en el ámbito de oftalmología, incluyendo su descubrimiento de la causa más común de ceguera infantil a principios de los 1950."